# HBO
HBO è un'emittente televisiva statunitense a pagamento via cavo e satellitare di proprietà di Home Box Office, sussidiaria di Warner Bros. Discovery.
La programmazione di HBO consiste principalmente in serie televisive originali e in lungometraggi già distribuiti nelle sale cinematografiche, ma anche di film per la televisione, documentari, incontri di pugilato, stand-up comedy e concerti. È il canale televisivo a pagamento più vecchio e in trasmissione da più tempo negli Stati Uniti, essendo in funzione dall'8 novembre 1972.

## Storia
Nel 2013, HBO risultava ricevibile da oltre 32 milioni di abbonati, pari a circa il 28% delle famiglie statunitensi.

## Lista di programmi originali
Questa lista include tutti i programmi televisivi seriali prodotti o co-prodotti da HBO. Non sono inclusi i film, i documentari e gli speciali di sketch comedy in quanto non seriali.

### Programmazione attuale

#### Drammi
- Euphoria (2019-in corso)
- Industry (2020-in corso) – con BBC One
- The White Lotus (2021-in corso)
- The Gilded Age (2022-in corso) – con Universal Television
- House of the Dragon (2022-in corso)
- The Last of Us (2023-in corso)
- Dune: Prophecy (2024-in corso)

#### Commedie
- The Comeback (2005-in corso)
- The Rehearsal (2022-in corso)
- Fantasmas (2024-in corso)
- It's Florida, Man (2024-in corso)

#### Antologie
- True Detective (2014-in corso)

#### Bambini
- Sesamo apriti (Sesame Street) (1969-in corso) – PBS (stagioni 1-45), HBO (stagione 46-in corso)
- Esme & Roy (2018-in corso)

#### Sport
- Real Sports with Bryant Gumbel (1995-in corso)
- Hard Knocks (2001-in corso) – con NFL Films
- The Shop (2018-in corso)

#### Reality / Documentari
- Masterclass (2010-in corso)
- Vice (2013-in corso)
- Wyatt Cenac's Problem Areas (2018-in corso)

#### Talk show
- Real Time with Bill Maher (2003-in corso)
- Last Week Tonight with John Oliver (2014-in corso)

#### Notiziari
- Vice News Tonight (2018-in corso)

### Programmazione futura

#### Drammi
- It: Welcome to Derry[2]
- A Knight of the Seven Kingdoms[3]
- Harry Potter serie TV[4]
- Lanterns[4][5]
- War – con Sky[6]

#### Commedie
- The Chair Company[7]
- Serie di Rachel Sennott[8]
- Serie di Steve Carell[9]
- DTF St. Louis[10]

#### Miniserie
- Task[11]

### In sviluppo

#### Drammi
- All That Glitters[12]
- Empty Mansions[13]
- The Nigerwife[14]
- Scanners[15]
- The Shards[16]
- The System[17]
- Blackout Room[18]

#### Commedie
- Back[19]
- The Band[20]
- Disengagement[21]
- Kansas City Star[22]
- The Southern Book Club's Guide to Slaying Vampires[23]

#### Miniserie
- First Day on Earth – con BBC[24]
- Half Man – con BBC[25]

### Programmazione passata

#### Drammi
- Philip Marlowe, detective privato (Philip Marlowe, Private Eye) (1983-1986) – con ITV
- Maximum Security (1984)
- Lifestories: Families in Crisis (1992-1996)
- Oz (1997-2003)
- I Soprano (The Sopranos) (1999-2007)
- Six Feet Under (2001-2005)
- The Wire (2002-2008)
- Carnivàle (2003-2005)
- K Street (2003)
- Deadwood (serie televisiva: 2004-2006; film conclusivo: 2019)
- Roma (Rome) (2005-2007) – con BBC e Rai Fiction
- Big Love (2006-2011)
- John from Cincinnati (2007)
- Tell Me You Love Me - Il sesso. La vita (Tell Me You Love Me) (2007)
- In Treatment (2008-2010)
- True Blood (2008-2014)
- Treme (2010-2013)
- Boardwalk Empire - L'impero del crimine (Boardwalk Empire) (2010-2014)
- Luck (2011-2012)
- Il Trono di Spade (Game of Thrones) (2011-2019)
- The Newsroom (2012-2014)
- The Leftovers - Svaniti nel nulla (The Leftovers) (2014-2017)
- Vinyl (2016)
- Big Little Lies - Piccole grandi bugie (Big Little Lies) (2017-2019)
- The Deuce - La via del porno (The Deuce) (2017-2019)
- Here and Now - Una famiglia americana (Here and Now) (2018)
- Lovecraft Country - La terra dei demoni (2020)
- The Nevers (2021)
- Un amore senza tempo - The Time Traveler's Wife (2022)
- Gentleman Jack - Nessuna mi ha mai detto di no (2019-2022) – con BBC Studios
- Westworld - Dove tutto è concesso (Westworld) (2016-2022)
- His Dark Materials - Queste oscure materie (2019-2022) – con BBC Studios
- Succession (2018-2023)
- Perry Mason (2020-2023)
- Winning Time - L'ascesa della dinastia dei Lakers (2022-2023)
- The Idol (2023)
- L'amica geniale (My Brilliant Friend) (2018-2024) – con Rai Fiction

#### Commedie
- 1st & Ten (1984-1990)
- Barry (2018-2023)
- Dream On (1990-1996)
- The Larry Sanders Show (1992-1998)
- Arliss (1996-2003)
- The High Life (1996)
- Tenacious D (1997-2000)
- Sex and the City (1998-2004)
- Curb Your Enthusiasm (2000-2024)
- The Mind of the Married Man (2001-2002)
- Enturage (2004-2011)
- Extras (2005-2007) – con BBC
- Unscripted (2005)
- Lucky Louie (2006)
- Flight of the Conchords (2007-2009)
- The No. 1 Ladies' Detective Agency (2008-2009) – con BBC
- Bored to Death - Investigatore per noia (Bored to Death) (2009-2011)
- Eastbound & Down (2009-2013)
- Hung - Ragazzo squillo (Hung) (2009-2011)
- How to Make It in America (2010-2011)
- The Neistat Brothers (2010)
- Enlightened (2011-2013)
- Angry Boys (2011) – con ABC
- The Boring Life of Jacqueline (2012)
- Life's Too Short (2011-2013) – con BBC
- Girls (2012-2017)
- Family Tree (2013) – con BBC
- Hello Ladies (2013-2014)
- Ja'mie: Private School Girl (2013) – con ABC
- Getting On (2013-2015)
- Looking (serie televisiva: 2014-2015; film conclusivo: 2016)
- The Brink (2015)
- Togetherness (2015-2016)
- Vice Principals (2016-2017)
- Camping (2018)
- Sally4Ever (2018) – con Sky Atlantic
- Random Acts of Flyness (2018)
- Veep - Vicepresidente incompetente (Veep) (2012-2019)
- Silicon Valley (2014-2019)
- Ballers (2015-2019)
- Divorce (2016-2019)
- Crashing (2017-2019)
- High Maintenance (2016-2020)
- The Righteous Gemstones (2019-2025)
- Run - Fuga d'amore (2020)
- Insecure (2016-2021)
- Avenue 5 (2020-2022)
- Rain Dogs (2023)
- The Franchise (2024)

#### Miniserie
- The Seekers (1979)
- The Far Pavilions (1984) – con Channel 4
- Tanner '88 (1988)
- Hotel Room (1993)
- Laurel Avenue (1993)
- Dalla Terra alla Luna (From the Earth to the Moon) (1998)
- I giudici - Excellent Cadavers (1999)
- The Corner (2000)
- Band of Brothers - Fratelli al fronte (Band of Brothers) (2001)
- Tales from the Neverending Story (2001-2002)
- Angels in America (2003)
- Elizabeth I (2005) – con Channel 4
- Empire Falls (2005)
- Tsunami (Tsunami: The Aftermath) (2006) – con BBC
- Five Days (2007) – con BBC
- House of Saddam (2008) – con BBC
- John Adams (2008)
- Generation Kill (2008)
- The Pacific (2010)
- Mildred Pierce (2011)
- Parade's End (2013) – con BBC e VRT
- Olive Kitteridge (2014)
- Show Me a Hero (2015)
- Il seggio vacante (The Casual Vacancy) (2015) – con BBC
- The Night Of (2016)
- The Young Pope (2017) – con Sky Atlantic e Canal+
- Mosaic (2018)
- Sharp Objects (2018)
- Chernobyl (2019) con Sky
- Caterina la Grande (Catherine the Great) (2019) – con Sky
- Mrs. Fletcher (2019)
- Years and Years (2019) – con BBC
- Watchmen (2019)
- The New Pope (2020) con Sky Atlantic e Canal+
- I May Destroy You - Trauma e rinascita (2020) – con BBC
- The Outsider (2020)
- Un volto, due destini - I Know This Much Is True (2020)
- The Undoing - Le verità non dette (2020)
- Omicidio a Easttown (2021)
- We Own This City - Potere e corruzione (2022)
- Irma Vep - La vita imita l'arte (2022)
- Infiltrati alla Casa Bianca - White House Plumbers (2023)
- The Regime - Il palazzo del potere (2024)
- Il simpatizzante (2024)
- The Penguin (2024)
- Get Millie Black (2024)

#### Antologie
- Perversions of Science (1997)
- Tales from the Crypt (1989-1996)
- I viaggiatori delle tenebre (The Hitchhiker) (1983-1991) – HBO e First Choice (stagioni 1-4), USA Network e La Cinq (stagioni 5-6)
- The Ray Bradbury Theater (1985-1986)
- Room 104 (2017-2020)

#### Documentari
- Time Was (1979-1980)
- Beautiful, Baby, Beautiful (1980-1981)
- Yesteryear (1982)
- America Undercover (1983-2008)
- Real Sex (1992-2009)
- Autopsy (1994-2008)
- Taxicab Confessions (1995-2006)
- G String Divas (2000)
- Freshman Year (2001)
- Project Greenlight (2001-2015) – HBO (stagioni 1-2, 4), Bravo (stagione 3)
- Cathouse: The Series (2004-2008)
- Family Bonds (2004)
- Pornucopia (2004)
- Dane Cook's Tourgasm (2006)
- Foo Fighters: Sonic Highways (2014)
- The Jinx - La vita e le morti di Robert Durst (The Jinx: The Life and Deaths of Robert Durst) (2015)
- I ribelli (The Defiant Ones) (2017)

#### Bambini
- Martha's Attic (anni 1970)
- Fraggle Rock (1983-1987) – con CBC e ITV
- HBO Storybook Musicals (1987-1994)
- Encyclopedia (1988-1989)
- Babar (1989-1991) – con CBC (stagioni 1-3) e Global (stagioni 4-5)
- Encyclopedia Brown (1989-1990)
- The Ghost of Faffner Hall (1989) – con ITV
- The Baby-Sitters Club (1989)
- Happily Ever After: Fairy Tales for Every Child (1995-2000)
- The Little Lulu Show (1995-1999)
- La storia infinita (The NeverEnding Story: The Animated Adventures of Bastian Balthazar Bux) (1995-1996) – con Family Channel
- Emily & Alexander, che tipi questi topi (The Country Mouse and the City Mouse Adventures) (1997-2001)
- 30 by 30: Kid Flicks (1999-2001)
- Anthony, formidabile formica (Anthony Ant) (1999) – con YTV
- George and Martha (1999-2000) – con YTV
- A Little Curious (1999-2001)
- Harold and the Purple Crayon (2001-2002)
- Kindergarten (2001)
- I Spy (2002-2004) – con Qubo
- Stuart Little (2003)

#### Animazione
- Spawn (1997-1999)
- Spicy City (1997)
- The Life & Times of Tim (2008-2012)
- The Ricky Gervais Show (2010-2012) – con Channel 4
- Animals (2016-2018)

#### Sport
- HBO World Championship Boxing (1973-2018)
- Wimbledon Tennis (1975-1999)
- Inside the NFL (1977-in corso) – HBO (1977-2008) e Showtime (2008-in corso)
- Race for the Pennant (1978-1992)
- Boxing After Dark (1996-2018)
- KO Nation (2000-2001)
- On the Record with Bob Costas (2001-2004)
- Costas Now (2005-2009)
- On Freddie Roach (2012)

#### Stand-up comedy
- On Location (1976-1985)
- One Night Stand (1989-2005)
- Def Comedy Jam (1992-2008)
- HBO Comedy Half-Hour (1994-1999)
- Down and Dirty with Jim Norton (2008)

#### Sketch comedy
- Not Necessarily the News (1983-1990)
- The Kids in the Hall (1989-1995) – HBO e CBC (stagioni 1-3), CBS e CBC (stagioni 4-5)
- Hardcore TV (1994)
- Mr. Show with Bob and David (1995-1998)
- Tracey Takes On... (1996-1999)
- Da Ali G Show (1999-2004) – Channel 4 (stagione 1) e HBO (stagioni 2-3)
- Little Britain USA (2008)
- Funny or Die Presents (2010-2011)

#### Talk show / Varietà
- Standing Room Only (1976-1982)
- Backstage in Hollywood (1979-1980)
- Dennis Miller Live (1994-2002)
- The Chris Rock Show (1997-2000)
- Russell Simmons presents Def Poetry (2002-2007)
- Joe Buck Live (2009)
- After the Thrones (2016)
- Any Given Wednesday with Bill Simmons (2016)

#### Musica
- Video Jukebox (1981-1986)
- Reverb (1997-2001)
- Classical Baby (2005-2008)

#### Game show
- Braingames (1984-1985)
- Crashbox (1999-2001)

## Slogan
Nel corso della sua storia HBO ha utilizzato diversi payoff. Il più famoso è sicuramente "It's not TV. It's HBO", utilizzato dal canale dall'ottobre del 1996 all'aprile del 2009. Uno spot del canale, recante il payoff sopracitato, vinse la Palma d'Oro al Festival di Cannes del 2008. Nel 2013 il regista messicano Alberto Belli ha realizzato una video-parodia dal titolo "It's not porn. It's HBO" per sbeffeggiare l'ampio utilizzo di nudi nelle serie del canale.
Segue una lista degli slogan.
- Novembre 1972–Agosto 1975: "This is HBO, the Home Box Office. Premium Subscription Television from Time-Life."
- Agosto 1975–Giugno 1976: "Different and First"
- Giugno 1976–Maggio 1978: "The Great Entertainment Alternative"
- Maggio 1978–Ottobre 1979: "The Home Box"
- Ottobre 1979–Marzo 1984: "HBO People Don't Miss Out"
- Marzo 1984–Giugno 1985: "There's No Place Like HBO"
- Giugno 1985–Luglio 1988: "Nobody Brings It Home Like HBO"
- Luglio 1988–Febbraio 1989: "Watch Us Here on HBO"
- Novembre 1988–Novembre 1991: "The Best Time on TV" (slogan generale) and "The Best Movies" (utilizzato per promuovere i film)
- Febbraio 1989–Luglio 1990: "Let's All Get Together"
- Ottobre 1989–Novembre 1990: "Simply The Best" (con "The Best"di Tina Turner era usato come tema musicale)
- Novembre 1991–Ottobre 1993: "We're HBO"
- Ottobre 1993–Settembre 1995: "Just You Wait"
- Settembre 1995–Ottobre 1996: "Something Special's On"
- Ottobre 1996–Aprile 2009: "It's Not TV. It's HBO."
- 2006–2009: "Get More" (slogan utilizzato per il sito HBO)
- Aprile 2009–in corso: "It's More Than You Imagined. It's HBO."
- 2010–2011: "This is HBO." (usato solo per i login)
- 2011–in corso: "It's HBO."
- 2014–in corso: "So Original"

## La protesta di "Captain Midnight"

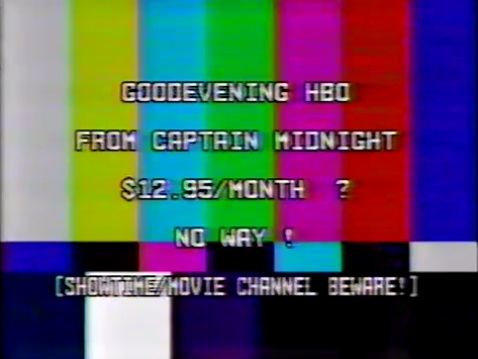
Frame dell'interferenza con il messaggio di protesta

Nel 1986 la HBO decise come molte altre reti satellitari di criptare i propri segnali, rendendo necessario ai propri abbonati l'affitto di un decoder. Il costo mensile richiesto ($ 12,95 al mese), che si andava ad aggiungere al costo dell'abbonamento, suscitò molte proteste e causò azioni legali da parte di alcuni utenti.
La sera del 27 aprile di quell'anno, intorno alle 00:32, John R. MacDougall, un ingegnere elettronico della Florida, mentre lavorava al controllo dei collegamenti per la Central Florida Teleport, una compagnia che si occupava di collegamenti con i satelliti, girò l'antenna puntandola sulle coordinate del satellite "Galaxy 1", che trasmetteva i programmi della HBO, e trasmise un messaggio di protesta che rimase visibile agli spettatori della zona est degli Stati Uniti per circa 4 minuti e mezzo, durante la trasmissione del film Il gioco del falco.

Il messaggio diceva: 
Il nome di Captain Midnight fu scelto da MacDougall perché aveva visto il film On the Air Live with Captain Midnight. MacDougall dovette pagare una multa di $ 5000,00 e scontare un anno di servizi sociali.